# Bezrobocie w Polsce

Bezrobocie w Polsce w miastach na prawach powiatu na koniec 2016 roku

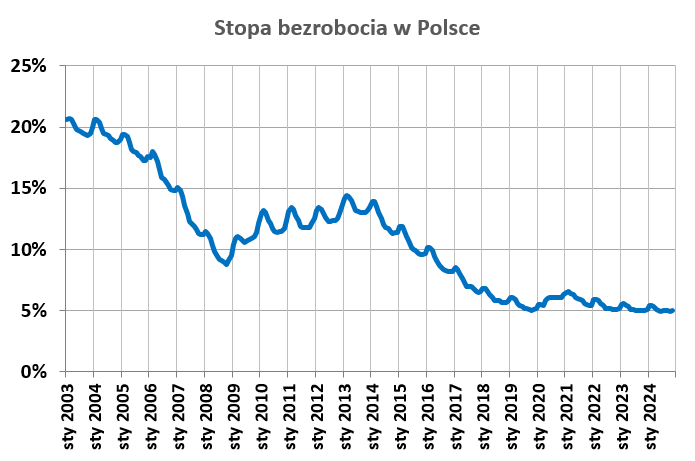
Stopa bezrobocia w Polsce od stycznia 2003 roku. Dane Głównego Urzędu Statystycznego.

W Polsce, do 31 maja 2025 r. według ustawy o promocji zatrudnienia i instytucjach rynku pracy, bezrobotnym była osoba niezatrudniona i niewykonująca innej pracy zarobkowej, zdolna i gotowa do podjęcia zatrudnienia w pełnym wymiarze czasu pracy (lub w jego połowie w przypadku osób niepełnosprawnych), nieucząca się w szkole w systemie dziennym, zarejestrowana we właściwym powiatowym urzędzie pracy, jeżeli:
- ukończyła 18 lat, z wyjątkiem młodocianych absolwentów,
- nie osiągnęła wieku emerytalnego określonego w art. 24 ust. 1a i 1b oraz w art. 27 ust. 2 i 3 ustawy z dnia 17 grudnia 1998 r. o emeryturach i rentach z Funduszu Ubezpieczeń Społecznych (Dz.U. z 2024 r. poz. 1631),
- nie nabyła prawa do emerytury, renty inwalidzkiej,
- nie jest właścicielem lub posiadaczem nieruchomości rolnej o powierzchni pow. 2 ha przeliczeniowych,
- nie jest osobą niepełnosprawną, której stan zdrowia nie pozwala na podjęcie zatrudnienia nawet w połowie wymiaru czasu pracy,
- nie jest osobą tymczasowo aresztowaną i nie odbywa kary pozbawienia wolności,
- nie uzyskuje miesięcznie dochodu w wysokości przekraczającej połowę najniższego wynagrodzenia,
- nie pobiera zasiłku stałego, lub renty socjalnej.

Podstawowym miernikiem wielkości bezrobocia jest stopa bezrobocia, czyli stosunek liczby bezrobotnych zarejestrowanych do liczby ludności aktywnej zawodowo (tj. pracującej i bezrobotnej łącznie) wyrażony w procentach.
Od 1 czerwca 2025 r. definicja bezrobotnego została zawężona i nie obejmuje też m.in. prokurentów, członków niektórych organów spółek handlowych czy współników ponoszących nieograniczoną odpowiedzialność za zobowiązania tych spółek.
Ponadto innym istotnym wskaźnikiem jest odsetek ludności biernej zawodowo. Osoby z wykształceniem wyższym często rzadziej rejestrują się jako bezrobotne. Jest tak nie tylko ze względu na ich z reguły większe umiejętności samodzielnego poruszania się na rynku pracy, ale też z powodu braku ofert w urzędach pracy dla osób o wyższych kwalifikacjach.
Władze publiczne w Polsce są zobowiązane prowadzić politykę zmierzającą do pełnego, produktywnego zatrudnienia.

## Historia bezrobocia w Polsce
U progu transformacji gospodarczej polski rynek pracy cechował się minimalnym poziomem bezrobocia –  0,3% w styczniu 1990 roku. W badaniu przeprowadzonym przez OBOP w listopadzie 1988 roku aż 70% badanych wskazało, że znalezienie się w sytuacji utraty pracy jest w ich przypadku nieprawdopodobne. W związku z planowanymi reformami gospodarczymi wiele osób w Polsce spodziewało się zmian na rynku pracy i ukształtowania się kilkuprocentowego poziomu bezrobocia (podobnego jak w krajach Europy Zachodniej). Jednak rozpoczęcie realizacji Planu Balcerowicza spowodowało wzrost stopy bezrobocia w latach 1990–1994 do 16,9% (lipiec 1994), aby następnie obniżyć się do poziomu ok. 9,5–10,7% w roku 1998 (sierpień 1998: 9,5%). W kolejnych latach (1999–2004) nastąpił wzrost stopy bezrobocia, która osiągnęła najwyższy poziom w lutym 2003 roku – 20,7%. Wejście Polski do Unii Europejskiej, a w konsekwencji otwarcie europejskiego rynku pracy dla Polaków spowodowało znaczne obniżenie stopy bezrobocia, która w październiku 2008 roku wyniosła 8,8%. Pod koniec 2013 roku ok. 2,2 miliona osób pracowało poza granicami Polski, głównie w krajach Unii Europejskiej.
W kolejnych latach stopa bezrobocia, m.in. na skutek globalnego kryzysu gospodarczego, znów osiągnęła poziom kilkunastu procent (luty 2013: 14,4%), aby zmniejszyć się od sierpnia 2015 roku do poziomu poniżej 10%, a w październiku 2019 roku do 5,0%.

## Bezrobocie rejestrowane w Polsce
Bezrobocie rejestrowane w Polsce od 2003 roku:
| Rok  | Styczeń | Luty | Marzec | Kwiecień | Maj  | Czerwiec | Lipiec | Sierpień | Wrzesień | Październik | Listopad | Grudzień |
| ---- | ------- | ---- | ------ | -------- | ---- | -------- | ------ | -------- | -------- | ----------- | -------- | -------- |
| 2024 | 5,4     | 5,4  | 5,3    | 5,1      | 5,0  | 4,9      | 5,0    | 5,0      | 5,0      | 4,9         | 5,0      |          |
| 2023 | 5,5     | 5,6  | 5,4    | 5,3      | 5,1  | 5,1      | 5,0    | 5,0      | 5,0      | 5,0         | 5,0      | 5,1      |
| 2022 | 5,9     | 5,9  | 5,8    | 5,6      | 5,4  | 5,2      | 5,2    | 5,2      | 5,1      | 5,1         | 5,1      | 5,2      |
| 2021 | 6,5     | 6,6  | 6,4    | 6,3      | 6,1  | 6,0      | 5,9    | 5,8      | 5,6      | 5,5         | 5,4      | 5,4      |
| 2020 | 5,5     | 5,5  | 5,4    | 5,8      | 6,0  | 6,1      | 6,1    | 6,1      | 6,1      | 6,1         | 6,1      | 6,3      |
| 2019 | 6,1     | 6,1  | 5,9    | 5,6      | 5,4  | 5,3      | 5,2    | 5,2      | 5,1      | 5,0         | 5,1      | 5,2      |
| 2018 | 6,8     | 6,8  | 6,6    | 6,3      | 6,1  | 5,8      | 5,8    | 5,8      | 5,7      | 5,7         | 5,7      | 5,8      |
| 2017 | 8,5     | 8,4  | 8,0    | 7,6      | 7,3  | 7,0      | 7,0    | 7,0      | 6,8      | 6,6         | 6,5      | 6,6      |
| 2016 | 10,2    | 10,2 | 9,9    | 9,4      | 9,1  | 8,7      | 8,5    | 8,4      | 8,3      | 8,2         | 8,2      | 8,2      |
| 2015 | 11,9    | 11,9 | 11,5   | 11,1     | 10,7 | 10,2     | 10,0   | 9,9      | 9,7      | 9,6         | 9,6      | 9,7      |
| 2014 | 13,9    | 13,9 | 13,5   | 13,0     | 12,5 | 12,0     | 11,8   | 11,7     | 11,5     | 11,3        | 11,4     | 11,4     |
| 2013 | 14,2    | 14,4 | 14,3   | 14,0     | 13,6 | 13,2     | 13,1   | 13,0     | 13,0     | 13,0        | 13,2     | 13,4     |
| 2012 | 13,2    | 13,4 | 13,3   | 12,9     | 12,6 | 12,3     | 12,3   | 12,4     | 12,4     | 12,5        | 12,9     | 13,4     |
| 2011 | 13,1    | 13,4 | 13,3   | 12,8     | 12,4 | 11,9     | 11,8   | 11,8     | 11,8     | 11,8        | 12,1     | 12,5     |
| 2010 | 12,9    | 13,2 | 13,0   | 12,4     | 12,1 | 11,7     | 11,5   | 11,4     | 11,5     | 11,5        | 11,7     | 12,4     |
| 2009 | 10,4    | 10,9 | 11,1   | 10,9     | 10,7 | 10,6     | 10,7   | 10,8     | 10,9     | 11,1        | 11,4     | 12,1     |
| 2008 | 11,5    | 11,3 | 10,9   | 10,3     | 9,8  | 9,4      | 9,2    | 9,1      | 8,9      | 8,8         | 9,1      | 9,5      |
| 2007 | 15,1    | 14,8 | 14,3   | 13,6     | 12,9 | 12,3     | 12,1   | 11,9     | 11,6     | 11,3        | 11,2     | 11,2     |
| 2006 | 17,5    | 18,0 | 17,8   | 17,2     | 16,5 | 15,9     | 15,7   | 15,5     | 15,2     | 14,9        | 14,8     | 14,8     |
| 2005 | 19,4    | 19,4 | 19,2   | 18,7     | 18,2 | 18,0     | 17,9   | 17,7     | 17,6     | 17,3        | 17,3     | 17,6     |
| 2004 | 20,6    | 20,6 | 20,4   | 19,9     | 19,5 | 19,4     | 19,3   | 19,1     | 18,9     | 18,7        | 18,7     | 19,0     |
| 2003 | 20,6    | 20,7 | 20,6   | 20,3     | 19,8 | 19,7     | 19,6   | 19,5     | 19,4     | 19,3        | 19,5     | 20,0     |